# Jacques Féron
Pour les articles homonymes, voir Féron (homonymie).
Jacques Féron, né le 11 janvier 1912 à Houilles (Seine-et-Oise) et mort le 21 janvier 2009 à Paris 16e, est un homme politique français. Député de Paris, il a été président du Centre national des indépendants et paysans (CNI).

## Biographie
Il est le premier PDG des usines automobiles Chausson qui n'appartienne pas à la famille Chausson (les fondateurs) après en avoir été le directeur commercial.

### Mandats locaux
Jacques Féron est conseiller de Paris de 1947 à 1959 et de 1983 à 2001. Il préside le Conseil de Paris de 1955 à 1956. Il est maire du 19e arrondissement de la capitale de 1983 à 1994.

### Mandats nationaux
Jacques Féron est député indépendant de Paris à cinq reprises entre 1956 et 1997 sous les couleurs du CNI. Il préside le CNIP de 1987 à 1989.

## Hommages
La Place Jacques-Féron, dans le 19e arrondissement, est nommée en son honneur.